# Olavo Bilac
Olavo Brás Martins dos Guimarães Bilac (Rio de Janeiro, 16 dicembre 1865 – Rio de Janeiro, 28 dicembre 1918) è stato un giornalista, poeta e scrittore brasiliano, membro fondatore dell'Accademia Brasiliana delle Lettere con altri poeti e scrittori, fra i quali: Raymundo Corréa e Alberto de Oliveira.

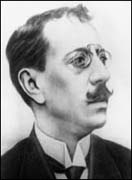
Olavo Bilac

Temperamento inquieto e sensibile, nutrì alte aspirazioni spirituali 
Di stile parnassiano, è considerato all'unanimità il maggiore poeta della letteratura brasiliana, con il titolo di Príncipe dos Poetas Brasileiros (Principe dei poeti Brasiliani). Fu ardente patriota e propugnatore dell'intervento del Brasile, a fianco dell'Intesa, nella 1ª guerra mondiale. A tale scopo pubblicò articoli e pronunciò discorsi. 

## Opere
- Via Lactea
- Sarças de fogo
- Alma errante
- Critica e fantasia
- Chronicas e Novellas
- Conferencias literarias
- Tarde
- O caçador de esmeraldas